# Konstantin Krioukov
Konstantin Krioukov (en russe : Константин Витальевич Крюков), né le 7 février 1985 à Moscou dans l'Union soviétique), est un acteur russe. 

## Filmographie partielle
- 2005 : Le 9e Escadron (9 рота) de Fiodor Bondartchouk
- 2007 : Kilomètre zéro (Нулевой километр) de Pavel Sanaïev
- 2012 : Bonne Année, les mamans ! (С новым годом, мамы!) de Sarik Andreassian, Artiom Aksenionko, Anton Bormatov, Dmitri Gratchev et Klim Poplavski